# Алексеевский район (Москва)
Алексе́евский райо́н — район в Москве. Расположен в Северо-Восточном административном округе. Району соответствует внутригородское муниципальное образование муниципальный округ Алексеевский.

## Территория и границы
Граница Алексеевского района проходит по оси русла реки Яузы, далее по восточной и юго-восточной границам полосы отвода Ярославского направления МЖД, юго-западной границе полосы отвода Митьковской соединительной ж. д. ветки МЖД, оси проспекта Мира до реки Яузы. Район располагается между районами Ростокино и на севере, Мещанским и Красносельским районами на юге, Останкинским и Марьиной рощей на западе, Сокольниками и Богородским на востоке.
Площадь района — 529 га.

## История
Предполагают, что история поселения, известного позднее как село Алексеевское, восходит к концу XIV века. Во всяком случае, великий князь Василий I Дмитриевич в духовной грамоте 1407 года числит в своей вотчине деревню Алексеевскую и упоминает, что ранее она принадлежала боярину Фёдору Андреевичу Свибло. Позднее владельцем деревни стал дьяк Андрей Ярлык, который примерно в 1456 году передал её Чудову монастырю. В середине XVI века деревню называют уже сельцом; предполагают, что оно принадлежало тогда Захарию Васильевичу Копытову.
В начале XVII века поселение относилось к Васильевскому стану Московского уезда и называлось сельцо «Копытово на речке Ретонке» (позже этот приток Яузы, а с ним и село стали называть Копытовкой). Через село, окружённое густым лесом, пролегала Большая Троицкая дорога (с начала XIX века — Ярославское шоссе), которая вела в Троице-Сергиеву лавру. Согласно данным писцовой книги 1623 года, сельцом ранее владел думный дьяк Путило Михайлов. В 1621 году царь Михаил Фёдорович пожаловал Копытовку в поместье князю Д. Т. Трубецкому. Вдова князя Анна Васильевна построила в Копытовке каменную церковь «во имя Алексея — божьего человека» (разобрана по причине ветхости в 1824 году); полагают, что церковь была названа так в угоду царю Алексею Михайловичу. С 1647 года поселение известно как село Алексеевское.
Вдова умерла, не оставив наследника, в 1662 году, после чего Алексеевское перешло во владение Дворцового ведомства. Алексей Михайлович строит здесь путевой дворец, которым пользуется во время ежегодных поездок в Троице-Сергиеву лавру на богомолье. В 1667 году в селе сооружают конюшенный двор, а в 1673—1674 годах возводят царскую резиденцию. В 1680 году, уже при Фёдоре Алексеевиче, заканчивается строительство церкви Тихвинской иконы Божией Матери.
В настоящее время храм охраняется государством как ценный архитектурный памятник. Тихвинский храм расположен на улице Церковная Горка, имеет немалые размеры и вмещает 3 тысячи человек. В храме пять приделов; он является одним из образцов московского барокко, увенчан изящным пятиглавием и украшен белокаменной декоративной резьбой. В храме великолепная акустика; в нём находится иконостас середины XVIII века, в трапезной — иконостасы XIX века. Настенная живопись выполнена в 1836 году Д. Скотти и неоднократно подновлялась. С запада к храму примыкает трапезная, которая была соединена с Путевым царским деревянным дворцом (не сохранился). В XIX веке вокруг церкви, ставшей приходской, возникло небольшое кладбище, обнесённое кирпичной оградой. Начиная с 1962 года Святейший Патриарх Московский и всея Руси совершает в Тихвинском храме божественные литургии во время храмовых престольных праздников — в день памяти преподобного Алексия, человека Божия и праздника Тихвинской иконы Божией Матери.
Пётр I и его преемники мало интересовались Алексеевским и находившейся в нём царской резиденцией, которая постепенно приходит в упадок. В начале XVIII село принадлежало князю А. Д. Меншикову.
В 1781—1804 годах через село Алексеевское прошёл знаменитый Мытищинский водопровод, была построена водоприёмная станция, а в 1830 году — Алексеевская водокачка (Алексеевская насосная станция имени В. В. Ольденборгера), подававшая воду в резервуар, установленный во втором (верхнем) ярусе Сухаревой башни; далее оттуда вода подавалась ко всему городу.
В 1917 году, село Алексеевское вошло в черту Москвы. Оно было объединенно с Ростокинским в Алексеево-Ростокинский подрайон и вошло в состав Сокольнического района. Во время Октябрьского вооружённого восстания в 1917-м году, было одним из продовольственных пунктов большевиков. На территории нынешнего района был вырыт окоп, а местные рабочие передали большевикам 119 винтовок. В конце 1920-х — начале 1930-х годов здесь были сооружены Алексеевский студгородок (сейчас на его месте шестнадцатиэтажные корпуса студенческих общежитий) и первые многоэтажные жилые дома. С 1960-х годов в районе началась массовая жилая застройка. С 1957 по 1964 год в доме 31 по 3-му пр. Алексеевского студгородка проживал известный фотокорреспондент Яков Рюмкин.

## Население
| 2002    | 2010    | 2012    | 2013    | 2014    | 2015    | 2016    |
| ------- | ------- | ------- | ------- | ------- | ------- | ------- |
| 73 429  | ↗78 421 | ↗79 034 | ↗79 398 | ↗79 661 | ↗79 762 | ↗80 327 |
| 2017    | 2018    | 2019    | 2020    | 2021    | 2023    | 2024    |
| ↗80 339 | ↗80 391 | ↗80 534 | ↗80 634 | ↘78 119 | ↗78 502 | ↘77 681 |

### Национальный состав
По итогам переписи населения 2020 года проживали следующие национальности (национальности менее 0,1 % и другое, см. в сноске к строке «Другие»):
| Национальность | Численность, чел. | Доля     |
| -------------- | ----------------- | -------- |
| Русские        | 50 852            | 65,10 %  |
| Татары         | 327               | 0,42 %   |
| Узбеки         | 262               | 0,34 %   |
| Украинцы       | 233               | 0,30 %   |
| Армяне         | 219               | 0,28 %   |
| Евреи          | 169               | 0,22 %   |
| Таджики        | 166               | 0,21 %   |
| Грузины        | 120               | 0,15 %   |
| Азербайджанцы  | 85                | 0,11 %   |
| Другие         | 25 686            | 32,87 %  |
| Итого          | 78 119            | 100,00 % |

## Инфраструктура

### Парки, скверы и прогулочные зоны

#### Народный парк «Церковная горка»
Парк площадью 3,5 гектаров прилегает к территории храма Тихвинской иконы Божией Матери по адресу: просп. Мира, д. 130. Свое имя он получил по проходящей здесь улице Церковная горка. Улицу, в свою очередь, назвали по возвышенности Церковная горка, которая была частью села Алексеевское, вошедшего в состав Москвы в 1917 году. Народный парк был обустроен на месте неухоженной зеленой зоны в 2013 году. Его инфраструктуру составляют прогулочные дорожки, пространства для тихого отдыха со скамейками и игровая площадка для детей. 

#### Сквер на Ракетном бульваре
Длина пешеходной зоны составляет около 600 метров. В 2018 году сквер комплексно благоустроили. Здесь располагаются площадка для игры в волейбол и баскетбол, несколько воркаут-площадок, а также три игровых пространства для детей разного возраста. Для посетителей сквера с собаками на бульваре была реконструирована специальная площадка для выгула с оборудованием для дрессировки.

#### Прогулочная зона у дома 110/2 на проспекте Мира
Прогулочное пространство расположилось на пересечении проспекта Мира и Кулакова переулка. В зеленой зоне уложены пешеходные тропы, размещены скамейки, разбиты цветники и установлен арт-объект в виде огромной шишки. В северной части пешеходной зоны, на пересечении проспекта Мира и Новоалексеевской улицы располагается мозаичная памятная стела Феликсу Эдмундовичу Дзержинскому, установленная здесь в 1977 году. Ее создателями были архитектор Виктор Андреев и художник Сергей Тер-Григорян. Изначально стела была частью «Доски почёта передовиков труда Дзержинского района», которую снесли при строительстве в 1990-х годах тоннеля на Новоалексеевской улице.
Сквер у Центральной городской деловой библиотеки
Сквер открылся в 2021 году напротив Центральной городской деловой библиотеки по адресу: ул. Бориса Галушкина, д. 19 корп. 1. Его создали по инициативе Префекта СВАО А.А. Беляева и директора ГБУК г. Москвы «ЦГДБ» Н.А. Забелиной. На территории сквера располагаются скамейки, сцена для выступлений со зрительными рядами, арт-объект творческой студии Согоян «Книги – корабли мыслей» в виде большой книги из красного гранита, а также деревянные композиции в виде книжных шкафов, выступающие в роли пунктов буккроссинга.

### Образование
На территории района расположены 7 общеобразовательных школ,
11 дошкольных учреждений, 12 высших учебных заведений, 2 колледжа: железнодорожного транспорта и политехнический колледж № 13.

### Достопримечательности
В Алексеевском районе расположен храм Тихвинской иконы Божьей матери, сохранившийся от комплекса путевого дворца царя Алексея Михайловича. Также некоторые дворы домов украшают мини-фонтаны.

### Православные храмы
На территории района находятся три действующих православных храма:
- Храм Тихвинской иконы Божией Матери в Алексеевском. Адрес: Проспект Мира, 130.
- Храм Троицы Живоначальной при приюте Бахрушиных. Адрес: Первый Рижский переулок, д. 2, стр. 7.
- Храм Троицы Живоначальной на Пятницком кладбище. Адрес: Дроболитейный переулок, д. 5, стр. 1.

Также имеется храм-часовня Симеона Персидского на Пятницком кладбище.
- Храмы Алексеевского района Москвы
- Храм Тихвинской иконы Божией Матери в Алексеевском
- Храм Троицы Живоначальной на Пятницком кладбище

### Транспорт
По району проходят автобусные маршруты м2, м9, м53, т76, 33, 56, с585, 93, 136, 154, 195, 244, 286, 375, 378, 414, 544, 604, 714, 834, 903; трамвайные — 11, 17, 25. В начале улицы Космонавтов расположена пригородная автостанция, с которой также осуществляются заказные межобластные перевозки.
На территории района располагаются станции метро «Алексеевская» и «ВДНХ», а на границе с ВАО — железнодорожные платформы Москва-3 и Маленковская Ярославской железной дороги.
В настоящее время на уровне публичных слушаний рассматриваются проекты, связанные существенным изменением дорожной сети района, в том числе спрямление Староалексеевской улицы, расширение и продление Рижского проезда, кардинальное изменение маршрута автобуса 714. Проект предусматривает строительство транзитной дороги вдоль Ярославской железной дороги от ТТК до СВХ.